# Ryjownik mniejszy
Ryjownik mniejszy (Paracrocidura schoutedeni) – gatunek owadożernego ssaka z rodziny ryjówkowatych (Soricidae). Występuje w Afryce Środkowej w Kamerunie, Republice Środkowoafrykańskiej, Kongo, Demokratycznej Republice Konga i Gabonie. Siedliskiem tego gatunku są nizinne, tropikalne wilgotne lasy. Ekologia słabo poznana. W Czerwonej księdze gatunków zagrożonych Międzynarodowej Unii Ochrony Przyrody i Jej Zasobów został zaliczony do kategorii LC (najmniejszego ryzyka). Nie ma większych zagrożeń dla całości populacji tego ssaka. Jedynie lokalne populacje zagrożone są poprzez utratę siedlisk i degradację środowiska.